# Fony (Borsod-Abaúj-Zemplén)
Fony est un village et une commune du comitat de Borsod-Abaúj-Zemplén en Hongrie.